# Rio das Pedras (kommun)
Rio das Pedras är en kommun i Brasilien.   Den ligger i delstaten São Paulo, i den sydöstra delen av landet, 800 km söder om huvudstaden Brasília. Antalet invånare är 29 508.
Omgivningarna runt Rio das Pedras är en mosaik av jordbruksmark och naturlig växtlighet. Runt Rio das Pedras är det ganska tätbefolkat, med 111 invånare per kvadratkilometer.